# Aquilegia baluchistanica
Aquilegia baluchistanica är en ranunkelväxtart som beskrevs av R.A. Qureshi och M.N. Chaudhri. Aquilegia baluchistanica ingår i släktet aklejor, och familjen ranunkelväxter. Inga underarter finns listade i Catalogue of Life.